# Consejo de Estado (Suiza)
El Consejo de Estado (Kantonsregierung en alemán, Conseil d'État en francés, Consiglio di Stato en italiano) es el órgano ejecutivo de cada uno de los cantones de Suiza. 
A pesar de que las leyes que rigen el funcionamientos de los consejos son a nivel federal para todos los cantones iguales, el título de cada consejo varía según el idioma oficial de cada cantón: En la Suiza alemana se denominan Kantonsregierung, Staatregierung o Standeskommission; en la Suiza francesa se llaman Conseil d'État; en la Suiza italiana es Consiglio di Stato ; y en romanche se denominan Regenza . Mientras que existen dos excepciones, el Cantón del Jura prefiere el apelativo de "Gobierno" y el Cantón de Berna lo nombra como "Consejo ejecutivo". 
No debe ser confundido con el Consejo de los Estados, que corresponde a la cámara alta de la Asamblea Federal de Suiza.

## Composición
Se compone regularmente entre cuatro a siete miembros, dependiendo de las disposiciones de cada cantón. Son elegidos por periodos de cuatro años mediante elección popular. La presidencia del consejo es rotativa, de duración anual y se rige bajo el principio de primus inter pares al igual que el Consejo Federal.